# Мишкинис, Антанас
Антанас Мишкинис (лит. Antanas Miškinis; 11 февраля [29 января] 1905, дер. Юкненай Зарасайского уезда — 16 декабря 1983, Вильнюс) — литовский поэт, писатель, публицист, переводчик; младший брат литературоведа, критика, переводчика Мотеюса Мишкинаса. Лауреат Государственной премии Литовской ССР (1983), премии имени Юлии Жемайте (1978), фестиваля «Весна поэзии» (1981).

## Биография
Родился в крестьянской семье. С 1914 года учился в Двинской реальной гимназии, но из-за начавшейся Первой мировой войны её не окончил. С 1923 года учился в гимназии в Каунасе). В 1934 году (по другим сведениям в 1935 году) окончил факультет гуманитарных наук Университета Витовта Великого в Каунасе. В 1932—1942 годах работал учителем в Каунасе. В 1936—1940 годах был заведующим литературных передач Государственного радиофона. 
Сотрудничал в журналах „Pjūvis“, „Naujoji Romuva“, „Vairas“, „Akademikas“, „Trimitas“, „Karys“, „Žiburėlis“, в газетах „Lietuvos aidas“, „Ūkininko patarėjas“.
Участвовал в деятельности Союза борцов за освобождение Литвы — созданной в конце 1940 года организации сопротивления советскому режиму. С 1944 года состоял в партизанском округе Тауро, с 1947 года был соредактором газеты „Laisvės žvalgas“ («Дозорный свободы»). Был избран в члены президиума Общего движения демократического сопротивления. Был одним из тех, кто подписал меморандум Объединенным Нациям. 
В 1948 году был арестован; отбывал заключение в лагерях Мордовии, Ольжераса, Омска. В 1956 году вернулся в Литву без права жить в Вильнюсе и Каунасе. Спустя несколько лет получил разрешение поселиться в Вильнюсе.

## Литературная деятельность
Сборниками стихотворений „Balta paukštė“ («Белая птица», 1928), „Varnos prie plento“ («Вороны у шоссе», 1935; второе издание 2005) и поэм „Keturi miestai“ («Четыре города», 1938; второе издание 1939) занял в литовской литературе место одного из важнейших поэтов неоромантиков 1930-х годов, стремившихся соединить опыт традиционной литовской лирики и западноевропейского модернизма. В поэзии Антанаса Мишкиниса господствует балладное и романсное мироощущение, темы преходящего времени и угасшей любви. Писал также стихи с контрастными в этическом и бытовом плане образами города и деревни. В литовской истории подчеркивал не величие далёкого прошлого, а страдания, терпение и стойкость обычного человека деревни. Мишкинис — выразитель модерного патриотизма, у которого забота о Литве стала личным переживанием. Мелодика, настроение, поэтика народной песни в его поэзии сочетается с элементами футуризма и экспрессионизма. 
В псалмах, написанных в тюрьме и лагерях (1948—1949; изданы книгой „Sulaužyti kryžiai“, 1989, второе издание 1990) отличаются классической формой стиха и яркими образами. В сборниках стихов „Eilėraščiai“ («Стихи», 1960), „Arti prie žemės“ («У самой земли», 1965), в поэме о Юлюсе Янонисе „Svajonės ir maištas“ («Мечта и бунт», 1967) отчётливо оптимистическое мироощущение. В сборнике „Dienoraštis: 1965—1971“ (1972) Мишкинис вернулся к неоромантическим идеям и образам. В сборнике „Klevuose prie kelio“ (1982; Государственная премия Литовской ССР, 1983) говорится о смерти деревенской культуре и вечной жизнеспособности, о доле человека в сломах эпох. Книга мемуарных рассказов о родной деревне рисуется „Žaliaduonių gegužė“ («Кукушка Жалядуонисов», 1977; второе издание 2005; премия имени Юлии Жемайте, 1978) многослойная многонациональная аграрная культура, красота общения и души сельских жителей.
Переводил на литовский язык произведения Уолта Уитмена (сборник поэзии „Žolės lapai“,1959; под названием „Vieškelio daina“, 2002), Уильяма Шекспира («Сон в летнюю ночь», «Двенадцатая ночь», «Буря»), Михаила Лермонтова, Александра Пушкина, Владислава Броневского, Юлиуша Словацкого, Юлиана Тувима.  
Стихотворения Мишкиниса переведены на английский, белорусский, венгерский, грузинский, испанский, итальянский, немецкий, польский, русский, эстонский языки.

## Награды и звания
- Государственная премия Литовской ССР (1983)
- Премия имени Юлии Жемайте (1978)
- Лауреат фестиваля «Весна поэзии» (1981)

## Книги
- Eilėraščiai. Vilnius : Valstybinė grožinės literatūros leidykla, 1960. 217 p.
- Arti prie žemės: eilėraščiai. Vilnius: Vaga, 1965. 143 p.
- Svajonė ir maištas: 9-ių giesmių lyrinė poema. Vilnius: Vaga, 1967. 74 p.
- Poezija. Vilnius: Vaga, 1970. 2 kn.
- Dienoraštis, 1965—1971: devintoji poezijos knyga. Vilnius : Vaga, 1972. 127 p.
- Iš drobių rašto: rinktinė. Vilnius: Vaga, 1975. 246 p.
- Žaliaduonių gegužė: pasakojimai. Vilnius: Vaga, 1977. 274 p.
- Ant Ligajo ežero krašto: poezija. Vilnius: Vaga, 1980. 406 p.
- Klevai prie kelio: eilėraščiai. Vilnius: Vaga, 1982. 158 p.
- Po saulės klevais: eilėraščiai. Vilnius: Vyturys, 1986. 166 p.
- Sidabro nuotrupa: eilėraščiai. Kaunas: Šviesa, 1994. 149 p.
- Rinktiniai raštai. Vilnius: Vaga, 1991—1996. 3 t.
- 100 eilėraščių. Utena: Kintava, 2005. 108 p.
- Varnos prie plento: eilėraščiai. Vilnius : Lietuvos rašytojų sąjungos leidykla, 2005. 127 p.